# Pseudoparlatoria elongata
Pseudoparlatoria elongata är en insektsart som beskrevs av Ferris 1941. Pseudoparlatoria elongata ingår i släktet Pseudoparlatoria och familjen pansarsköldlöss. Inga underarter finns listade i Catalogue of Life.